# Douglas Chiarotti
Douglas Chiarotti, född 10 november 1970 i Santo André, är en brasiliansk före detta volleybollspelare. Chiarotti blev olympisk guldmedaljör i volleyboll vid sommarspelen 1992 i Barcelona.